# Arblade-le-Haut
Arblade-le-Haut ist eine aus mehreren Dörfern und Weilern (hameaux) bestehende Gemeinde mit 319 Einwohnern (Stand 1. Januar 2022) im Département Gers in der Region Okzitanien im Südwesten Frankreichs.

## Lage und Klima
Der etwa 155 m hoch gelegene Ort Arblade-le-Haut liegt in der Weinregion Armagnac im äußersten Westen des Départemens Gers (Gascogne) nahe der Grenze zum Département Landes. Die spätantike Bischofsstadt Eauze befindet sich nur etwa 20 km (Fahrtstrecke) nordöstlich; die Départementshauptstadt Auch ist etwa 63 km in südöstlicher Richtung entfernt. Das Klima ist gemäßigt bis warm; Regen (ca. 500 mm/Jahr) fällt übers Jahr verteilt.

## Bevölkerungsentwicklung
| Jahr                       | 1800 | 1851 | 1901 | 1954 | 1999 | 2019 |
| Einwohner                  | 642  | 575  | 480  | 285  | 276  | 322  |
| Quellen: Cassini und INSEE |      |      |      |      |      |      |

Die Reblauskrise und die zunehmende Mechanisierung der Landwirtschaft sind die wichtigsten Gründe für den jahrzehntelang anhaltenden Bevölkerungsrückgang. 

## Wirtschaft
Der Ort lebt in hohem Maße von der Landwirtschaft, zu der auch der Weinbau gehört. Die hier produzierten Weine sind auch zur Herstellung von Armagnac zugelassen.

## Geschichte
Der Ort wurde in der Zeit des Hundertjährigen Krieges (1337–1443) in Mitleidenschaft gezogen.

## Sehenswürdigkeiten
Die Kirche Saint-Luperc de Loissan im ca. 3 km südlich gelegenen Ortsteil Loissan (43° 44′ 3″ N, 0° 4′ 1″ W) ist dem hl. Lupercus von Eauze, einem Bischof des 3. Jahrhunderts, geweiht. Es war ein einschiffiger romanischer Bau, der jedoch in der Zeit des Hundertjährigen Krieges zerstört und in einfachen gotischen Stilformen wiederaufgebaut wurde. Wahrscheinlich in dieser Zeit erhielt er einen hohen, nahezu fensterlosen Wehr- und Glockenturm mit seitlicher Treppe und eine offene Vorhalle (Portikus). Im Innern befinden sich zwei Schnitzaltäre aus dem 18. Jahrhundert. Die Kirche ist seit dem Jahr 1974 als Monument historique anerkannt.